# Qiu Zhonghui
Qiu Zhonghui (chiń. 邱钟惠; ur. 1935) – chińska tenisistka stołowa, mistrzyni świata.
Dziesięciokrotnie zdobywała medale mistrzostw świata. Życiowy sukces odniosła w 1961 roku w Pekinie zostając mistrzynią świata indywidualnie i dwukrotną wicemistrzynią (w grze podwójnej i drużynowo).